# Saint-Même-le-Tenu
Saint-Même-le-Tenu era una comuna francesa situada en el departamento de Loira Atlántico, de la región de Países del Loira, que el 1 de enero de 2016 pasó a ser una comuna delegada de la comuna nueva de Machecoul-Saint-Même al fusionarse con la comuna de Machecoul.

## Demografía
| Gráfica de evolución demográfica de Saint-Même-le-Tenu entre 1800 y 2013 |
|                                                                          |

Los datos demográficos contemplados en este gráfico de la comuna de Saint-Même-le-Tenu se han cogido de 1800 a 1999 de la página francesa EHESS/Cassini, y los demás datos de la página del INSEE.